# 현아의 FREE MONTH
《현아의 X-19》는 SBS MTV에서 방영된 리얼 버라이어티 프로그램이다. 전 포미닛의 멤버이자 솔로 가수인 현아가 출연했다.